# شيرلي تشو
شيرلي تشو (بالصينية: 周雪妮) هي لاعب كرة مضرب صينية، ولدت في 1978م.

## وصلات خارجية
- شيرلي تشو على موقع أوليمبيديا (الإنجليزية)
- شيرلي تشو على موقع اللجنة الأولمبية الأسترالية (الإنجليزية)